# Цапаев, Георгий Константинович
Георгий Константинович Цапаев (22 августа 1919, Ташкент — 10 января 1987, Барановичи, Брестская область — советский хозяйственный и политический деятель.

## Биография
Георгий Константинович Цапаев родился в Ташкенте в семье рабочего. После окончания средней школы в 1938 году поступил в Ивановский текстильный институт.
С началом войны был курсантом Пензенского пехотного училища, с 1942 года — участник Великой Отечественной войны: командир взвода, заместитель командира миномётной роты.
После окончания войны Георгий Цапаев служил в группах советских войск в Польше и Германии.
С 1947 года продолжил учёбу в Ивановском институте, где в 1949 году получил диплом и направляется в город Кинешма, на Красноволжский комбинат. Работал мастером, начальником цеха.
В 1952—1957 годах Г. Цапаев возглавлял фабрику комбината «Приволжская коммуна» в городе Наволоки, откуда перевелся на Фурмановскую прядильно-ткацкую фабрику, где работал заместителем начальника, начальником ткацкого производства. С 1958 года — главный инженер фабрики. В 1960 году Г. К. Цапаева переводят на Больше-Кохомский хлопчатобумажный комбинат главным инженером, впоследствии становится его директором.
В 1963 году был направлен на строительство Барановичского хлопчатобумажного комбината, который возглавил. В 1980 году под его руководством комбинат (4 фабрики, центральная механическая и литейная мастерские) был преобразован в производственное хлопчатобумажное объединение.
9 февраля 1979 года Цапаеву Г. К. была присвоена ученая степень кандидата технических наук.
Награждён орденами Ленина, Боевого Красного Знамени, Отечественной войны 1-й и 2-й степени, Трудового Красного Знамени (19.03.1981), «Знак Почета», медалями «За оборону Советского Заполярья», «За Победу над Германией» и другими наградами. Цапаеву присвоено почетное звание «Почетный работник промышленности Белорусской ССР» (1979).
Умер в 1987 году в Барановичах.
29 июля 2000 года решением городского Совета депутатов № 45 присвоено почетное звание «Почетный гражданин города Барановичи».